# Wojna kaukaska
Wojna kaukaska (ros. Кавказская война) – wojna pomiędzy Imperium Rosyjskim, a ludami kaukaskimi, trwająca w latach 1817–1864.
W latach 1801–1813 Imperium Rosyjskie podbiło i przyłączyło wiele małych państw na Kaukazie. Przeszkodą na drodze do zdobytych terenów byli kaukascy górale z Czeczenii i Dagestanu. Car Rosji wydał wówczas wojsku rozkaz podbicia także tych terenów.
W roku 1817 doszło do wybuchu wojny kaukaskiej. Przeciwnikiem Rosjan były ludy kaukaskie dowodzone przez Mohammeda Ghazi (poniósł śmierć w roku 1832 podczas szturmu na Gimry), Gamzat-beka (zamordowano go w walce o władzę), oraz Imama Szamila. 
Aż do roku 1857 Czeczeni oraz ludy Dagestanu skutecznie utrudniały Rosjanom opanowanie ważnego strategicznie obszaru na Kaukazie. W tym roku Rosjanie sformowali Samodzielny Korpus Kaukaski liczący 200 000 ludzi i 200 dział. Dwa lata później w Aule Gunib do niewoli rosyjskiej dostał się ostatecznie Imam Szamil (25 sierpnia 1859), co przyczyniło się po części do wygaśnięcia walk. Ostatnim aktem wojny było zajęcie przez Rosjan bazy powstańców w uroczysku Kbaada w roku 1864.

## Galeria

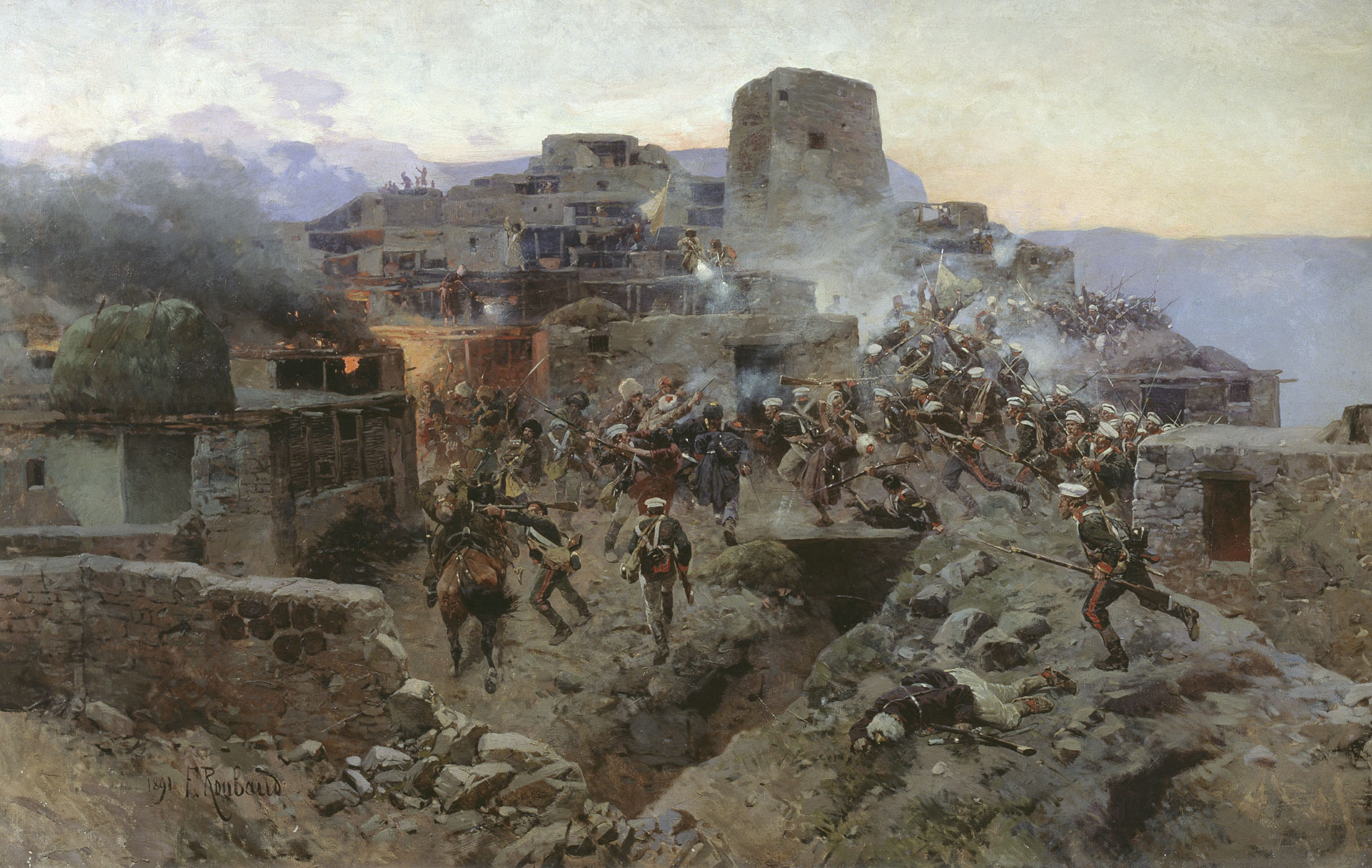
Szturm Rosjan na Gimry (1832) – obraz Franza Roubauda z roku 1891
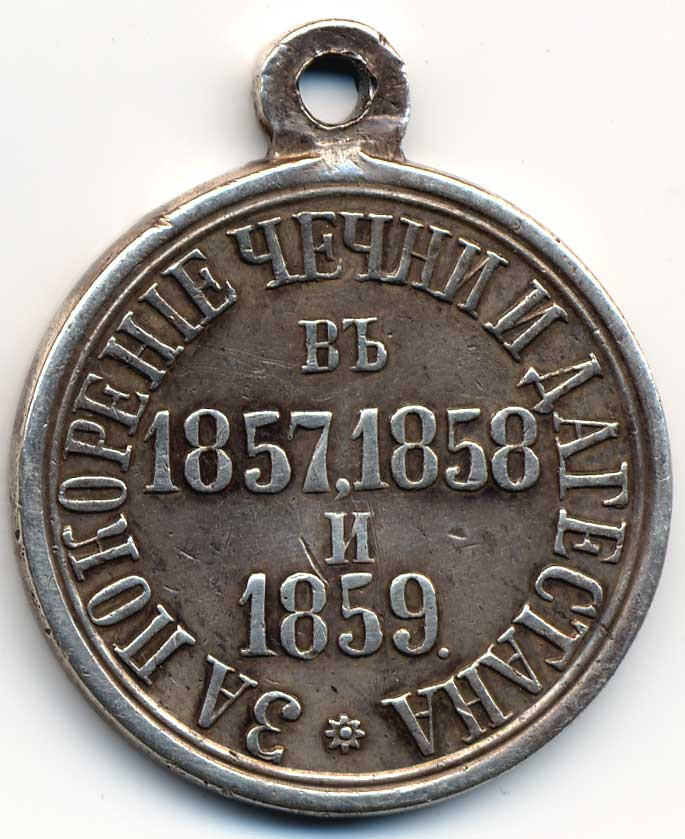
Medal za Podbój Czeczenii i Dagestanu w Latach 1857–59